# جاي ن. اندروز
جاي ن. اندروز (بالإنجليزية: J. N. Andrews)‏ هو عالم عقيدة أمريكي، ولد في 22 يوليو 1829 في Poland, Maine ‏ في الولايات المتحدة، وتوفي في 21 أكتوبر 1883 في بازل في سويسرا.